# US Open 2021 (tennis)
De 141e editie van het US Open tennistoernooi werd gespeeld van 30 augustus tot en met 12 september 2021. Voor de vrouwen was dit de 135e editie van het Amerikaanse hardcourttoernooi. Het toernooi vond plaats in het USTA Billie Jean King National Tennis Center in de Amerikaanse stad New York. 
Verschillen met vorig jaar: 
- Het vrouwen- en mannendubbelspel werden weer met de gebruikelijke 64 paren gespeeld.
- De kwalificaties voor de mannen- en vrouwenenkelspeltoernooien keerden terug.
- Het gemengd dubbelspel vond eveneens weer plaats.
- Ook de juniorentoernooien werden weer gespeeld.

## Toernooisamenvatting
Dominic Thiem, titelhouder bij het mannenenkelspel, kon wegens een blessure zijn titel niet verdedigen. Novak Djokovic, die de eerdere drie grandslamtoernooien van 2021 had gewonnen, bereikte de finale maar slaagde er niet in om het grand slam vol te maken – in de eindstrijd werd hij onschadelijk gemaakt door Daniil Medvedev. Rod Laver bleef de laatste man die (in 1969) een grand slam in het enkelspel voltooide.
Bij de vrouwen werd titelverdedigster Naomi Osaka in de derde ronde uitgeschakeld, evenals het eerste reekshoofd Ashleigh Barty. In een finale tussen twee tienermeisjes trok kwalificante Emma Raducanu aan het langste eind – in haar tien gespeelde partijen verloor zij geen set. Zij was de eerste Britse speelster sinds Virginia Wade in 1968 die het US Open won.
Het mannendubbelspel werd in 2020 gewonnen door Mate Pavić en Bruno Soares, maar zij hadden zich niet als team ingeschreven. Soares bereikte, met Jamie Murray aan zijn zijde, wel de finale maar daar waren zij niet opgewassen tegen Rajeev Ram en Joe Salisbury, die de titel opeisten.
Titelhoudsters Laura Siegemund en Vera Zvonarjova konden niet aan het vrouwendubbelspel deelnemen. Samantha Stosur en Zhang Shuai trokken de zege naar zich toe, ten koste van de Amerikaanse finalistes Cori Gauff en Caty McNally.
In het gemengd dubbelspel dateerden de titelverdedigers Bethanie Mattek-Sands en Jamie Murray uit 2019 – de eerste ronde was meteen hun eindstation. Joe Salisbury won twee titels binnen één toernooi – na het mannendubbelspel zegevierde hij ook in het mixed, samen met Desirae Krawczyk.
De Nederlandse rolstoelspeelster Diede de Groot won eerst met landgenote Aniek van Koot het vrouwendubbelspel, maar daarna vooral ook de enkelspeltitel – aangezien De Groot in 2021 reeds de andere drie grandslamtoernooien had gewonnen, maakte zij het grand slam vol. Omdat zij op de Paralympische spelen in Tokio bovendien de gouden medaille had gewonnen, wordt dit een golden grand slam genoemd – slechts één tennisser won de golden grand slam eerder: Steffi Graf in 1988.
Twee uur later won de Australische quad-speler Dylan Alcott (door de Nederlander Niels Vink in de enkelspelfinale te verslaan) óók al een grand slam over 2021. Door zijn winst in Tokio was ook dit een golden grand slam.

## Toernooikalender
| US Open            | aug 2021 | aug 2021 | september 2021 | september 2021 | september 2021 | september 2021 | september 2021 | september 2021 | september 2021 | september 2021 | september 2021 | september 2021 | september 2021 | september 2021 | september 2021 | september 2021 |
| US Open            | maa 30   | din 31   | woe 1          | don 2          | vrĳ 3          | vrĳ 3          | zat 4          | zon 5          | maa 6          | din 7          | woe 8          | don 9          | vrĳ 10         | zat 11         | zon 12         |                |
| ------------------ | -------- | -------- | -------------- | -------------- | -------------- | -------------- | -------------- | -------------- | -------------- | -------------- | -------------- | -------------- | -------------- | -------------- | -------------- | -------------- |
| mannenenkelspel    | 1e ronde | 1e ronde | 2e ronde       | 2e ronde       | 3e ronde       | 3e ronde       | 3e ronde       | 4e ronde       | 4e ronde       | kwartfinale    | kwartfinale    |                | halve finale   |                | finale         |                |
| vrouwenenkelspel   | 1e ronde | 1e ronde | 2e ronde       | 2e ronde       | 3e ronde       | 3e ronde       | 3e ronde       | 4e ronde       | 4e ronde       | kwartfinale    | kwartfinale    | halve finale   |                | finale         |                |                |
| mannendubbelspel   |          |          | 1e ronde       | 1e ronde       | 2e ronde       | 2e ronde       | 2e ronde       | 3e ronde       | 3e ronde       | kwartfinale    |                | halve finale   | finale         |                |                |                |
| vrouwendubbelspel  |          |          | 1e ronde       | 1e ronde       | 2e ronde       | 2e ronde       | 2e ronde       | 3e ronde       | 3e ronde       |                | kwartfinale    | halve finale   |                |                | finale         |                |
| gemengd dubbelspel |          |          |                | 1e ronde       | 1e ronde       | 1e ronde       | 2e ronde       | 2e ronde       | kwartfinale    | kwartfinale    | halve finale   |                |                | finale         |                |                |

## Kwalificatietoernooi (enkelspel)
Algemene regels – Aan het hoofdtoernooi (enkelspel) doen bij de mannen en vrouwen elk 128 tennissers mee. De 104 beste mannen en 104 beste vrouwen van de wereldranglijst die zich inschrijven, worden rechtstreeks toegelaten. Acht mannen en acht vrouwen krijgen van de organisatie een wildcard. Voor de overige ingeschrevenen resteren dan nog zestien plaatsen bij de mannen en zestien plaatsen bij de vrouwen in het hoofdtoernooi – deze plaatsen worden via het kwalificatietoernooi ingevuld. Aan dit kwalificatietoernooi doen nog eens 128 mannen en 128 vrouwen mee – er worden drie kwalificatieronden gespeeld.
Het kwalificatietoernooi werd gespeeld van dinsdag 24 tot en met vrijdag 27 augustus 2021.
De volgende deelnemers aan het kwalificatietoernooi wisten zich een plaats te veroveren in de hoofdtabel:

### Mannenenkelspel
1. Maxime Cressy
2. Jevgeni Donskoj
3. Christopher Eubanks
4. Peter Gojowczyk
5. Quentin Halys
6. Antoine Hoang
7. Cem İlkel
8. Ivo Karlović
9. Henri Laaksonen
10. Kamil Majchrzak
11. Maximilian Marterer
12. Alex Molčan
13. Oscar Otte
14. Holger Rune
15. Marco Trungelliti
16. Botic van de Zandschulp

Lucky losers
1. Michail Koekoesjkin
2. Yuichi Sugita
3. Bernabé Zapata Miralles

### Vrouwenenkelspel
1. Katie Boulter
2. Cristina Bucșa
3. Olga Danilović
4. Harriet Dart
5. Dalma Gálfi
6. Valentini Grammatikopoulou
7. Ana Konjuh
8. Jamie Loeb
9. Rebecca Marino
10. Rebeka Masarova
11. Nuria Párrizas Díaz
12. Kristýna Plíšková
13. Emma Raducanu
14. Elena Gabriela Ruse
15. Anna Schmiedlová
16. Astra Sharma

Lucky losers
1. Kristína Kučová
2. Greet Minnen
3. Kamilla Rachimova
4. Mayar Sherif
5. Viktoriya Tomova
6. Stefanie Vögele

### Belgen in het kwalificatietoernooi
Er waren vier vrouwelijke deelnemers:
1. Greet Minnen – derde ronde, verloor van Rebecca Marino, maar werd tot het hoofdtoernooi toegelaten als lucky loser
2. Maryna Zanevska – tweede ronde, verloor van Liang En-shuo
3. Ysaline Bonaventure – tweede ronde, verloor van Rebecca Marino
4. Marie Benoît – eerste ronde, verloor van Vitalia Djatsjenko

Drie mannen deden mee:
1. Zizou Bergs – tweede ronde, verloor van Maximilian Marterer
2. Kimmer Coppejans – eerste ronde, verloor van Alex Molčan
3. Ruben Bemelmans – derde ronde, verloor van Maxime Cressy

### Nederlanders in het kwalificatietoernooi
Er waren vier vrouwelijke deelnemers:
1. Lesley Pattinama-Kerkhove – eerste ronde, verloor van Harmony Tan
2. Indy de Vroome – eerste ronde, verloor van Liang En-shuo
3. Richèl Hogenkamp – eerste ronde, verloor van Samantha Murray-Sharan
4. Bibiane Schoofs – eerste ronde, verloor van Emma Raducanu

Er deden drie mannen mee:
1. Botic van de Zandschulp – kwalificeerde zich voor het hoofdtoernooi
2. Robin Haase – tweede ronde, verloor van Peter Gojowczyk
3. Jesper de Jong – eerste ronde, verloor van Ruben Bemelmans

## Belangrijkste uitslagen

### Regulier toernooi
Mannenenkelspel

Finale: Daniil Medvedev (Rusland) won van Novak Djokovic (Servië) met 6-4, 6-4, 6-4
Vrouwenenkelspel

Finale: Emma Raducanu (VK) won van Leylah Fernandez (Canada) met 6-4, 6-3
Mannendubbelspel

Finale: Rajeev Ram (VS) en Joe Salisbury (VK) wonnen van Jamie Murray (VK) en Bruno Soares (Brazilië) met 3-6, 6-2, 6-2
Vrouwendubbelspel

Finale: Samantha Stosur (Australië) en Zhang Shuai wonnen van Cori Gauff (VS) en Caty McNally (VS) met 6-3, 3-6, 6-3 
Gemengd dubbelspel

Finale: Desirae Krawczyk (VS) en Joe Salisbury (VK) wonnen van Giuliana Olmos (Mexico) en Marcelo Arévalo (El Salvador) met 7-5, 6-2

### Junioren
Jongensenkelspel

Finale: Daniel Rincón (Spanje) won van Shang Juncheng (China) met 6-2, 7-6
Jongensdubbelspel

Finale: Max Westphal (Frankrijk) en Coleman Wong (Hongkong) wonnen van Viacheslav Bielinskyi (Oekraïne) en Petr Nesterov (Bulgarije) met 6-3, 5-7, [10-1]
Meisjesenkelspel

Finale: Robin Montgomery (VS) won van Kristina Dmitruk (Wit-Rusland) met 6-2, 6-4
Meisjesdubbelspel

Finale: Ashlyn Krueger (VS) en Robin Montgomery (VS) wonnen van Reese Brantmeier (VS) en Elvina Kalieva (VS) met 5-7, 6-3, [10-4]

### Rolstoeltennis
Rolstoelmannenenkelspel

Finale: Shingo Kunieda (Japan) won van Alfie Hewett (VK) met 6-1, 6-4
Rolstoelmannendubbelspel

Finale: Alfie Hewett (VK) en Gordon Reid (VK) wonnen van Gustavo Fernández (Argentinië) en Shingo Kunieda (Japan) met 6-2, 6-1
Rolstoelvrouwenenkelspel

Finale: Diede de Groot (Nederland) won van Yui Kamiji (Japan) met 6-3, 6-2
Rolstoelvrouwendubbelspel

Finale: Diede de Groot (Nederland) en Aniek van Koot (Nederland) wonnen van Yui Kamiji (Japan) en Jordanne Whiley (VK) met 6-1, 6-2
Quad-enkelspel

Finale: Dylan Alcott (Australië) won van Niels Vink (Nederland) met 7-5, 6-2
Quad-dubbelspel

Finale: Sam Schröder (Nederland) en Niels Vink (Nederland) wonnen van Dylan Alcott (Australië) en Heath Davidson (Australië) met 6-3, 6-2

## Uitzendrechten
De US Open was in Nederland en België exclusief te zien op Eurosport. Eurosport zond de US Open uit via de lineaire sportkanalen Eurosport 1 en Eurosport 2 en via de online streamingdienst, de Eurosport Player.